# David Cannadine
Ne doit pas être confondu avec David Carradine.
Sir David Nicholas Cannadine, né le 7 septembre 1950 à Birmingham, est un historien et écrivain britannique.
Il est rédacteur en chef de la série Penguin History of Europe.

## Biographie

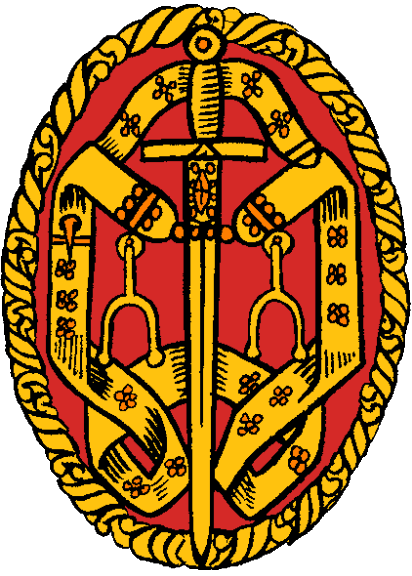
Insigne de Knight Bachelor

Étudiant des universités de Cambridge et d'Oxford puis professeur à l'université de Princeton, il est depuis 2014 rédacteur en chef du Dictionary of National Biography.